# Глазунова, Оксана Андреевна
Глазуно́ва Окса́на Андре́евна (настоящее имя Глазунова Ксения Андреевна; родилась 17 марта 1983) — театральный режиссёр, руководитель «Театра 31» (до 2009 года упоминается как Театр-студия «31-я Реальность»).

## Биография
Родилась в Москве.
Окончила Московский государственный университет культуры и искусств, факультет режиссуры и мастерства актёра, мастерская профессора заслуженного работника культуры РФ Калашниковой Галины Алексеевны.
2000 — Курсы режиссуры театра при Российском университете театрального искусства (ГИТИС), мастерская профессора Кудряшова О. Л.
2014 — Школа Творческих Предпринимателей при Департаменте культуры г. Москвы
31 августа 2005 основала Театр-студию «31-я реальность».
15 мая 2009 театр обрел официальный статус и новое название — «Театр 31». Тогда же окончательно сформировалась творческое направление — театр мистического реализма.
2008 год — разработала Проект «Театральный центр для детей и молодёжи», посвященный году равных возможностей. Проект выиграл Грант Департамента культуры г. Москвы на развитие театрального и музыкального искусства. В 2009 году выдержки из Проекта были опубликованы в журнале «Галактика по имени праздник: Сценарно-режиссёрская мастерская»
2012 год — биография Оксаны Глазуновой включена в Международную энциклопедию издательства «Hubners» (Швейцария) «Биографическая энциклопедия успешных людей России» за вклад в развитие мировой культуры и искусства.
С 2015 года является членом Профессионального творческого объединения СТД РФ «Гильдия театральных режиссёров России».

## Направление и стиль
В своем официальном блоге Оксана пишет, что её главный творческий учитель и вдохновитель Валерий Белякович А отзывы зрителей о её спектаклях говорят о тяготении к смелому экспериментаторству и условному театру.

## Спектакли
1. 2005 — «Артемида с ланью» Вадим Леванов
2. 2006 — «Преступление» по мотивам Жан Жене «Служанки»
3. 2007 — «Эмигранты» Славомир Мрожек
4. 2009 — «Крик» Теннесси Уильямс
5. 2011 — «Артемида с ланью» Вадим Леванов (вторая редакция)
6. 2011 — «Оплачено» по мотивам пьесы Ива Жамиака «Амилькар или Человек, который платит»
7. 2013 — «Пятая стадия» моноспектакль по текстам авторов XX века (М.Цветаевой, И.Северянина, К.Бальмонта, Е.Рывиной, В.Тушновой, А.Дементьева, В.Токаревой)
8. 2014 — «Артемида с ланью» Вадим Леванов (третья редакция)[7]
9. 2014 — «Де Сад» по мотивам пьесы Ю.Мисимы «Маркиза де Сад» и биографических исследований жизни и творчества Маркиза де Сада[8]
10. 2014 — «Крик» Теннесси Уильямс (вторая редакция)
11. 2016 — «Призраки» по мотивам английских готических рассказов